# Abylopsis tetragona
Abylopsis tetragona är en nässeldjursart som först beskrevs av Otto 1823.  Abylopsis tetragona ingår i släktet Abylopsis och familjen Abylidae. Inga underarter finns listade i Catalogue of Life.